# یانگ، نیو ساوت ولز
یانگ (به انگلیسی: Young) یک شهرک در استرالیا است که در Young Shire واقع شده‌است.